# 武振熊
武振熊命（たけふるくまのみこと）または和珥武振熊（わにのたけふるくま）は、記紀に伝わる古墳時代の豪族・和珥氏の祖。『日本書紀』では「難波根子武振熊（なにわのねこたけふるくま）」や「武振熊」、『古事記』では「難波根子建振熊命」や「建振熊命」と表記される。
神功皇后摂政時における忍熊皇子の反乱の際、討伐に遣わされた人物である。

## 記録
『日本書紀』『古事記』とも、武振熊について和珥臣（丸邇臣）祖とのみ記しており、系譜の記載はない。
『日本書紀』神功皇后元年3月5日条によると、皇后と皇子（後の応神天皇）に対して反乱を起こした忍熊王を討つため、武内宿禰とともに遣わされたとする。
また同書仁徳天皇65年条によると、飛騨に「宿儺（すくな）」という体は1つで顔は2つある怪物があり、皇命に従わず人民を苦しめたために武振熊が討伐に遣わされたという。
『古事記』でも、仲哀天皇段において忍熊王討伐に派遣された旨が記されている。

## 後裔氏族
『日本書紀』『古事記』とも、武振熊について和珥臣（丸邇臣・和珥氏）の祖と記載する。

## 考証
『新撰姓氏録』右京皇別真野臣条では、
「彦国葺命（天足彦国押人命三世孫） - 大口納命 - 難波宿禰 - 大矢田宿禰」
として和珥氏祖たる彦国葺命から続く系譜が記されるが、武振熊が「難波根子」と称されたことから、上記のうちの「難波宿禰」と武振熊との関連が指摘される。
富士山本宮浅間大社（静岡県富士宮市）の大宮司家（富士氏）系図では、武振熊は第5代孝昭天皇六世孫とされる。同系図では祖父を彦国葺、父を大口納宿禰とする。子としては米餅搗大臣、大矢田宿禰の名が記載されている。
また籠神社（京都府宮津市）に伝わる「海部氏系図」では、天火明命を祖として海部氏へと続く系譜の19代目に「健振熊宿禰」という名称が存在し、その分注では品田天皇（応神天皇）の時に健振熊宿禰が「海部直」を賜り国造として仕えた旨が記載されている。武振熊の名が系譜に持ち出された理由は詳らかでないが、この武振熊の記載の存在から、4世紀末のヤマト王権中枢の変遷（佐紀から河内への移動）やその頃の丹後勢力の衰退を伴う内乱に海部氏が関与した可能性が指摘される。